# Port lotniczy Al-Ubajjid
Port lotniczy Al-Ubajjid (IATA: EBD, ICAO: HSOB) – port lotniczy 3,5 km od Al-Ubajjid, w stanie Kordofan Północny, w Sudanie.

## Linie lotnicze i połączenia
| Linia Lotnicza | Kierunek   |
| -------------- | ---------- |
| Badr Airlines  | 1. Chartum |